# Leucadendron laureolum
Espèce
Leucadendron laureolum est une espèce de plantes à fleurs de la famille des Proteaceae. Cette plante est endémique du Cap-Occidental en Afrique du Sud. 

## Description
C'est un grand buisson atteignant 2 m. Les feuilles femelles, oblongues de 95 mm de long, mesurent 17 mm de large. Les bractées involucrales internes entourent le cône femelle et dissimulent le capitule mâle. Le feuillage devient jaune vif pendant la floraison hivernale.

## Répartition
Leucadendron laureolum est endémique du Cap-Occidental en Afrique du Sud.

## Dénominations
Cet arbuste est appelé communément en anglais Golden conebush et Laurel leaf conebush.

## Systématique
Le nom correct complet (avec auteur) de ce taxon est Leucadendron laureolum (Lam.) Fourc. (d).
L'espèce a été initialement classée dans le genre Protea sous le basionyme Protea laureola Lam..
Leucadendron laureolum a pour synonymes :
- Euryspermum decorum Knight
- Leucadendron decorum R.Br.
- Protea laureola Lam.
- Protea marginata Willd. ex Meisn.
- Protea venosa Thunb.
- Protea venulosa Steud.
- Scolymocephalus venulosus Kuntze

### Étymologie
Le nom de genre Leucadendron vient du grec leukos « brillant, blanc » et dendron « arbre ». 
Son épithète spécifique laureolum est un diminutif du latin laurus signifiant « dont la feuille à la forme de celle du laurier ».